# Generació d'harmònics elevats
La generació d'harmònics elevats (HHG) és un procés no lineal durant el qual un objectiu (gas, plasma, mostra sòlida o líquida) s'il·lumina mitjançant un pols làser intens. En aquestes condicions, la mostra emetrà els alts harmònics del feix de generació (per sobre del cinquè harmònic). A causa de la naturalesa coherent del procés, la generació d'harmònics alts és un requisit previ de la física de l'atosegon.

## Generació harmònica perturbadora
La generació d'harmònics perturbadors és un procés pel qual la llum làser de freqüència ω i l'energia fotònica ħω es poden utilitzar per generar noves freqüències de llum. Les freqüències recentment generades són múltiples enters nω de la freqüència de la llum original. Aquest procés va ser descobert per primera vegada el 1961 per Franken et al., utilitzant un làser robí, amb quars cristal·lí com a medi no lineal.
La generació d'harmònics en sòlids dielèctrics s'entén bé i s'utilitza àmpliament en la física moderna del làser (vegeu la generació de segon harmònic). El 1967 New et al. va observar la generació del primer terç harmònic en un gas. En els gasos monoatòmics només és possible produir harmònics senars per raons de simetria. La generació d'harmònics en règim pertorbatiu (camp feble) es caracteritza per una eficiència que disminueix ràpidament amb l'augment de l'ordre harmònic. Aquest comportament es pot entendre considerant que un àtom absorbeix n fotons i després emet un únic fotó d'alta energia. La probabilitat d'absorbir n fotons disminueix a mesura que n augmenta, la qual cosa explica la disminució ràpida de les intensitats harmòniques inicials.

## Desenvolupament
La primera generació d'harmònics elevats es va observar l'any 1977 en interacció de polsos làser intensos de CO2 amb plasma generat a partir d'objectius sòlids. L'HHG en gasos, molt més estès en l'aplicació actual, va ser observat per primera vegada per McPherson i col·legues el 1987, i més tard per Ferray et al. el 1988, amb resultats sorprenents: es va trobar que els harmònics alts disminuïen d'intensitat a ordres baixos, com s'esperava, però després es va observar que formaven un altiplà, amb la intensitat dels harmònics romanent aproximadament constant durant molts ordres. S'han mesurat els harmònics de la meseta que abasten centenars d'eV que s'estenen al règim de raigs X suaus. Aquest altiplà acaba bruscament en una posició anomenada tall harmònic alt.

## Propietats
Els harmònics alts tenen una sèrie de propietats interessants. Són una font de sobretaula ajustable de raigs X XUV/suaus, sincronitzats amb el làser de conducció i produïts amb la mateixa freqüència de repetició. El tall harmònic varia linealment amb l'augment de la intensitat del làser fins a la intensitat de saturació Isat on s'atura la generació d'harmònics. La intensitat de saturació es pot augmentar canviant l'espècie atòmica per gasos nobles més lleugers, però aquests tenen una eficiència de conversió més baixa, de manera que es pot trobar un equilibri en funció de les energies fotòniques necessàries.
La generació d'harmònics alta depèn fortament del camp làser de conducció i, com a resultat, els harmònics tenen propietats de coherència temporal i espacial similars. Sovint es generen alts harmònics amb una durada de pols més curta que la del làser de conducció. Això es deu a la no linealitat del procés de generació, l'adaptació de fases i la ionització. Sovint, els harmònics només es produeixen en una finestra temporal molt petita quan es compleix la condició de concordança de fase. L'esgotament dels mitjans generadors a causa de la ionització també significa que la generació d'harmònics es limita principalment a la vora d'atac del pols de conducció.
Els alts harmònics s'emeten de manera colineal amb el làser de conducció i poden tenir un confinament angular molt ajustat, de vegades amb menys divergència que el del camp fonamental i els perfils de feix gaussià propers.